# Гематоксилін

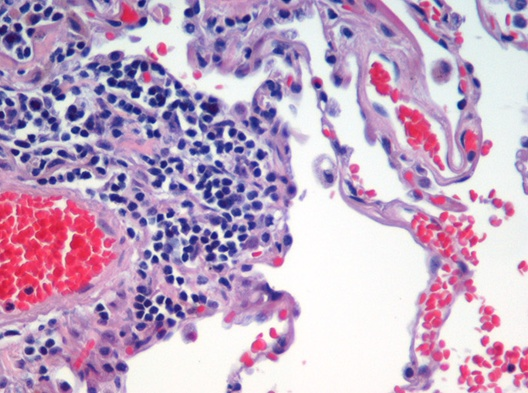
Гістологічний зразок легеневої тканини людини, пофарбований гематоксиліном і еозином. Гематоксилін надає темно-синій колір ядрам клітин.

Гематоксилін, природний чорний 1 або C.I. 75290 — пігмент, що отримується з деревини кампешевого дерева. При окисненні з нього утворюється гематеїн, речовина темно-бурого кольору, що використовується, разом із закріплювальним агентом (зазвичай солями Fe(III) або Al(III)), для фарбування клітинних ядер та деяких інших органел перед дослідженням під оптичним мікроскопом. Структури, що забарвлюються гаматоксиліном, називаються базофільними. Фарбування гематоксиліном-еозином зараз є одним з найпоширеніших методів забарвлення в гістології, що, на відміну бід багатьох інших, формує постійне забарвлення препарату.